# Sven Backhaus
Sven Backhaus (* 1. Juni 1968 in Hilden) ist ein ehemaliger deutscher Fußballspieler.

## Karriere
Bereits mit zwölf Jahren wechselte Backhaus vom VfB 03 Hilden in die Jugend von Fortuna Düsseldorf und wurde dann als Kapitän der A-Jugend zu den Profis hochgezogen. Er absolvierte zwischen 1986 und 1990 als Abwehrspieler 21 Bundesligaspiele für Fortuna. Als 19-Jähriger debütierte er am 33. Spieltag der Bundesligasaison 1986/87 unter Trainer Gert Meyer beim Düsseldorfer 2:1-Heimsieg gegen Werder Bremen, der Abstieg seines Klubs in die 2. Bundesliga war zu diesem Zeitpunkt jedoch schon besiegelt. In der Saison 1988/89 wurde Backhaus mit der Fortuna Meister der Zweiten Liga und feierte die Rückkehr in die Bundesliga.
1990 lief sein Vertrag bei Fortuna Düsseldorf aus und Sven Backhaus nahm sich eine Auszeit vom Fußball. Er machte eine mehrmonatige Rucksacktour durch Südostasien, bereiste Thailand und später Laos. Zurück in Deutschland schloss er sich Energie Cottbus in der damaligen DDR-Oberliga an, wo er für ein halbes Jahr als Libero spielte. Anschließend studierte Backhaus einige Semester Betriebswirtschaftslehre in Düsseldorf, bevor er von Trainer Aleksandar Ristić zu Fortuna Düsseldorf zurückgeholt wurde. Nach dem Absturz der Fortuna 1993 in die drittklassige Oberliga Nordrhein schaffte er mit dem Klub 1994 den direkten Wiederaufstieg in die zweite Liga. 1995 wechselte er zur SG Wattenscheid 09, mit der Backhaus jedoch wiederum den Abstieg in die Drittklassigkeit hinnehmen musste.
Im Sommer 1996 wurde Backhaus für zwei Spiele nach Malaysia zu Selangor FA vermittelt. Zurück in Deutschland spielte er noch für den Wuppertaler SV und von 1999 bis 2001 für den Zweitligisten Rot-Weiß Oberhausen. In der 2. Bundesliga absolvierte er zwischen 1987 und 2001 als Abwehrspieler insgesamt 159 Spiele und erzielte elf Tore. Sven Backhaus beendete seine aktive Laufbahn 2006 beim Cronenberger SC.
Zwischenzeitlich arbeitete er als freier Mitarbeiter des Westdeutschen Rundfunks und erstellte Berichte für die Sportredaktion. Aktuell ist er im Vertrieb von Kunstrasen tätig.